# Humaria
Humaria Fuckel – rodzaj grzybów z typu workowców (Ascomycota).

## Systematyka i nazewnictwo
Pozycja w klasyfikacji według Index Fungorum: Pyronemataceae, Pezizales, Pezizomycetidae, Pezizomycetes, Pezizomycotina, Ascomycota, Fungi.
Takson ten utworzył Leopold Fuckel w 1870 r. Synonim: Lachnea Boud.,
Leucopezis Clem., Mycolachnea Maire.

## Gatunki występujące w Polsce
- Humaria hemisphaerica (F.H. Wigg.) Fuckel 1870 – ziemica półkulista

Nazwy naukowe na podstawie Index Fungorum. Wykaz gatunków i nazwa polska według M.A. Chmiel.